# Tsai Pei-lin
 (janvier 2014).
Si vous disposez d'ouvrages ou d'articles de référence ou si vous connaissez des sites web de qualité traitant du thème abordé ici, merci de compléter l'article en donnant les références utiles à sa vérifiabilité et en les liant à la section « Notes et références ».
Tsai Pei-lin (chinois : 蔡裴琳) est une actrice taïwanaise née le 22 septembre 1983, à Taïwan.

## Filmographie
- 2001 : Toast Boy's Kiss
- 2002 : Toast Boy's Kiss II The Ability of Love
- 2004 :
  - Nine-Ball 
  - The Legend of Speed 
  - Say Yes Enterprise (Histoire 4: The Graduate) 
  - Male Nurse Nightingale 
  - My Secret Garden II
- 2005 : Devil Beside You
- 2006 : 
  - Mico, Go! 米可, Go! 
  - The Magicians of Love
- 2007 :
  - The Vietnamese Brides in Taiwan 
  - My Lucky Star 
  - A Love Before Gone with Wind 北平小姐
- 2010 : Infernal Lover